# Formats estàndard

Diversos formats estàndard comparats.

Els formats estàndard de vídeo s'apliquen tant al domini de la informàtica com als equips de vídeo. Aquests formats es defineixen per les seves característiques, com són :
- la relació d'aspecte (relació amplària / alçària) ;
- la definició de la pantalla de la imatge visualitzada (definida pel nombre de píxels en la horitzontal i pel nombre de píxels en la vertical) ;
- la profunditat dels colors (nombre de matisos) expressada en bits on en nombre de colors ;
- la freqüència de refresc expressada en hertz (Hz).

Alguns d'aquests formats s'han estandarditzat i altres s'han normalitzat, però el seu nombre i la seva varietat no para d'evolucionar amb les noves tecnologies desenvolupades i explotades per la indústria de la electrònica.

## Significats de les sigles
Encara que les lletres S (per súper) i U (per ultra) freqüentment presents, no tenen un significat real sobre la manera en que modifiquen les definicions de base, essencialment volen dir :
Wide (W)
Una definició "Wide" (Ample en Anglès) posseeix el mateix nombre de línies que la definició de base però la seva amplada s'ha augmentat amb la finalitat de respectar una relació de 16:9 o de 16:10. Per exemple, el format VGA té una definició de 640x480 i el WVGA en té 854×480.
Hex(adecatuple) (H)
Setze vegades més píxels que la definició de base (el nombre en altura i en amplada multiplicat per quatre).
Ultra (U)
Súper (S)
Aquestes lletres són sovint utilitzades simultàniament com és el cas amb WQXGA i WHUXGA.
Quad(ruple) (Q) (abans XGA)
Quatre vegades més píxels que la definició de base (el nombre en altura i en amplada multiplicat per dos). Exemple: XGA i QXGA.
eXtended (X) (a XGA)
Aquesta lletra és sovint utilitzada en reemplaçament de la V de VGA per indicar una extensió de la definició de base, superior a la del format SVGA.
Plus (+) (després XGA únicament)
Aquest signe estén la definició XGA però sense arribar a SXGA.
Half (H) (abans VGA)
Un Half (meitat en anglès) representa la meitat de la definició de base. Per exemple, el format HVGA té la meitat menys píxels que el format VGA. Aquesta mida de pantalla és utilitzada sobretot per les PDA.
Quarter (Q) (abans VGA)
Un Quarter (quart en anglès) representa un quart de la definició de base (el nombre en altura i en amplada dividit per dos). Per exemple, el QVGA té quatre vegades menys píxels que el format VGA.

## Principals formats estàndard
| Format | x (ample) | y (alt) | Pixels (×1 milió) | Relació d'aspecte | Percentatge de diferència en pixels | Percentatge de diferència en pixels | Percentatge de diferència en pixels | Percentatge de diferència en pixels | Percentatge de diferència en pixels | Percentatge de diferència en pixels | Percentatge de diferència en pixels | Percentatge de diferència en pixels | Versió Widescreen | Dimensions típiques de la pantalla |
| Format | x (ample) | y (alt) | Pixels (×1 milió) | Relació d'aspecte | VGA                                 | SVGA                                | XGA                                 | XGA+                                | SXGA                                | SXGA+                               | UXGA                                | QXGA                                | Versió Widescreen | Dimensions típiques de la pantalla |
| ------ | --------- | ------- | ----------------- | ----------------- | ----------------------------------- | ----------------------------------- | ----------------------------------- | ----------------------------------- | ----------------------------------- | ----------------------------------- | ----------------------------------- | ----------------------------------- | ----------------- | ---------------------------------- |
| VGA    | 640       | 480     | 0,31              | 1,33              | 0%                                  | −36%                                | −61%                                | −69%                                | −77%                                | −79%                                | −84%                                | −90%                                | WVGA              |                                    |
| SVGA   | 800       | 600     | 0,48              | 1,33              | 56%                                 | 0%                                  | −39%                                | −52%                                | −63%                                | −67%                                | −75%                                | −85%                                | WSVGA             |                                    |
| XGA    | 1024      | 768     | 0,79              | 1,33              | 156%                                | 64%                                 | 0%                                  | −21%                                | −40%                                | −47%                                | −59%                                | −75%                                | WXGA              | 15"/ 38 cm                         |
| XGA+   | 1152      | 864     | 1,00              | 1,33              | 224%                                | 107%                                | 27%                                 | 0%                                  | −24%                                | −32%                                | −48%                                | −68%                                | WXGA+             | 17"/ 43 cm                         |
| SXGA   | 1280      | 1024    | 1,31              | 1,25              | 327%                                | 173%                                | 67%                                 | 32%                                 | 0%                                  | −11%                                | −32%                                | −58%                                | WSXGA             | 17–19"/ 43–48 cm                   |
| SXGA+  | 1400      | 1050    | 1,47              | 1,33              | 379%                                | 206%                                | 87%                                 | 48%                                 | 12%                                 | 0%                                  | −23%                                | −53%                                | WSXGA+            |                                    |
| UXGA   | 1600      | 1200    | 1,92              | 1,33              | 525%                                | 300%                                | 144%                                | 93%                                 | 46%                                 | 31%                                 | 0%                                  | −39%                                | WUXGA             | 20"/ 51 cm                         |
| QXGA   | 2048      | 1536    | 3,15              | 1,33              | 924%                                | 555%                                | 300%                                | 216%                                | 140%                                | 114%                                | 64%                                 | 0%                                  | WQXGA             | 30"/ 76 cm                         |

## Principals formats 4k

Resolució UHDTV contrastada amb altres formats de vídeo digital.

| Format                           | Définition | Relació d'aspecte | Pixels     |
| -------------------------------- | ---------- | ----------------- | ---------- |
| Televisió d'ultra alta definició | 3840x2160  | 1,78:1 (16:9)     | 8.294.400  |
| 4K Ultra wide television         | 5120x2160  | 2,37:1 (21:9)     | 11.059.200 |
| 4K WHXGA                         | 5120x3200  | 1,60:1 (16:10)    | 16.384.000 |
| DCI 4K (natiu)                   | 4096x2160  | 1,90:1 (~17:9)    | 8.847.360  |
| DCI 4K (CinemaScope reemmarcat)  | 4096x1716  | 2,39:1            | 7.020.544  |
| DCI 4K (Plana reemmarcada)       | 3996x2160  | 1,85:1            | 8.631.360  |